# L'industriale
Pour plus de détails, voir Fiche technique et Distribution.
L'industriale est un film italien réalisé par Giuliano Montaldo, sorti en 2011. 
La bande originale du film, dont les principaux rôles sont tenus par Pierfrancesco Favino et Carolina Crescentini, a été composée par Andrea Morricone, le fils d'Ennio Morricone.

## Synopsis
Nicola (Pierfrancesco Favino), à quarante ans, est propriétaire d'une usine, héritée de son père, au bord de la faillite. Sa femme, Laura (Carolina Crescentini), est inquiète car Nicola a beaucoup changé (en mal) à cause de la mauvaise passe qu'il traverse. Bien qu'en proie aux assiduités de Gabriel (Eduard Gabia), un jeune Roumain éperdu d'elle, elle tente de reconquérir son époux sur de nouvelles bases et de faire accepter à Nicola l'aide de sa riche belle-mère. Mais, par orgueil, il refuse.

## Fiche technique
- Titre :  L'industriale
- Réalisation : Giuliano Montaldo
- Scénario : Giuliano Montaldo, Andrea Purgatori, Vera Pescarolo
- Photographie : Arnaldo Catinari
- Montage : Consuelo Catucci
- Musique : Andrea Morricone
- Son :
- Décors : Francesco Frigeri
- Costumes : Elisabetta Montaldo
- Direction artistique :
- Producteurs : Angelo Barbagallo et Gaetano Daniele
- Sociétés de production : BiBi Film, Rai Cinema, Film Commission Torino-Piemonte per i Beni e le Attività Culturali (MiBAC)
- Distribution :
- Budget :
- Pays d’origine :  Italie
- Langue : Italien
- Tournage : du 10 janvier 2011 à mars 2011
- Format : Couleur — 35 mm — 1,85:1 — Son : Mono
- Genre : Film dramatique
- Durée : 94 minutes (1 h 34)
- Dates de sortie : 
  -  Italie : 30 octobre 2011 (Festival international du film de Rome / 13 janvier 2012 (sortie nationale)

## Distribution
- Pierfrancesco Favino : Nicola
- Carolina Crescentini : Laura
- Francesco Scianna	: Ferrero
- Eduard Gabia : Gabriel
- Elena Di Cioccio : Marcella
- Elisabetta Piccolomini : Beatrice
- Andrea Tidona : Barbera
- Mauro Pirovano : Olivieri
- Giovanni Bissaca : Saverio
- Roberto Alpi : Bancario
- Marco Sabatino : Bancario Giovane